# Marcel Dutey-Harispe
Le colonel Marcel Dutey-Harispe est un aviateur et résistant français durant la Seconde Guerre mondiale, né à Paris le 7 mai 1912 et mort au château de Lacarre le 17 septembre 1998.
Né dans une famille d'ancienne bourgeoisie gasconne, de tradition militaire et liée au maréchal Harispe,,, Marcel Dutey-Harispe sort major de l'École de pilotage d'Angers, est breveté pilote militaire en 1932 et intègre l'École d'acrobatie d'Étampes. Il est affecté au 8e de chasse de Strasbourg, escadrille des Cigognes.
Il passe au GC 2/10 en 1939, puis au GC 2/8 en 1940. Il obtient deux victoires aériennes avant d'être démobilisé.
Dutey-Harispe entre dans la Résistance. Arrêté après avoir été dénoncé, il réussit à s'évader, passe en Espagne, puis à Casablanca pour rejoindre le GC « La Fayette ». Il exécute des missions de Coastal Command.
Demandé par les Services spéciaux, Dutey-Harispe se charge de la réorganisation de la filière de passage entre la France et l'Espagne.
Après le débarquement de Provence du 15 août 1944, il reprend du service dans l'armée. Il s'entraine à Meknès et rejoint le GC 2/7 sur Spitfire.
Volontaire pour l'Algérie, il est envoyé à Constantine et effectue de nombreuses missions sur avion T-6. Il termine sa carrière avec le grade de colonel.

## Décorations
- Officier de la Légion d'honneur
- Commandeur de l'ordre national du Mérite
- Croix de guerre 1939–1945
- Croix de la Valeur militaire
- Médaille de la Résistance française avec rosette
- Il était Chevalier de Dévotion de l'Ordre militaire et hospitalier de Saint-Lazare de Jérusalem.

## Sources
- Marcel Catillon, Qui était qui?: mémorial aéronautique, Nouvelles Éditions Latines, 2004
- Rémy, Une Épopée de la Résistance…: En France, en Belgique et au Grand-duché de Luxembourg, Grange Batelière, 1981
- Rémy, La Ligne de démarcation, Volume 3, Librairie académique Perrin, 1965
- Jean Gisclon, Chasseurs au groupe "La Fayette" du Nieuport au Thunderbolt 1916-1945, Nouvelles Éditions Latines, 1994